# Tessa Shapovalova
Tessa Shapovalova (hebreo: טסה שפובלובה; ruso: Тесса Шаповалова, nacida el 14 de marzo de 1969) es una exjugadora y entrenadora de tenis ucraniana nacionalizada israelí.
Shapovalova es la madre del tenista profesional Denis Shapovalov.
Shapovalova nació en Leópolis, Ucrania, entonces parte de la Unión Soviética. Perteneció al equipo nacional de tenis soviético. Es judía. Terminó haciendo aliá, emigrando a Tel Aviv con el padre de Denis (Viktor Shapovalov) cuando la Unión Soviética estaba desintegrándose. Con el tiempo se hizo entrenadora de tenis en Israel.
Shapovalova tiene dos hijos, Evgeniy y Denis, nacidos en Israel. La familia se trasladó de Israel a Canadá antes del primer cumpleaños de Denis.
Consiguió un trabajo como entrenadora de tenis en el Richmond Hill Country Club, donde Denis Shapovalov comenzó a jugar. Finalmente, viendo que su hijo Denis no podía entrenar todo el tiempo que requería, optó por dejar su trabajo y abrir su propia Academia de tenis en Vaughan, a la que llamó Tessa Tennis. Tessa sigue entrenando en su academia mientras Denis reside en Bahamas. Sin embargo, la madre de Denis sigue viajando por todo el mundo con su hijo y en compañía del tenista ex número 8 del mundo, Mijaíl Yuzhny, ahora entrenador de Shapovalov.